# كيني كادجي
كيني كادجي (بالفرنسية: Kenny Kadji)‏ مواليد 19 مايو 1988 في دوالا، هو لاعب كرة سلة كاميروني. بدأ مسيرته الاحترافية في سنة 2013. يلعب مع نادي طرابزون سبور في الدوري التركي لكرة السلة كلاعب وسط. يحمل الرقم 35.

## المسيرة الاحترافية
لعب مع دينامو باسكت ساساري في الدوري الإيطالي في سنة 2015، ثم لعب مع نيو باسكت برينديزي في موسم 2015–2016، ثم لعب مع دينامو باسكت ساساري في الدوري الإيطالي في سنة 2016، ثم لعب مع ليتوفوس رايتس في سنة 2016، ثم لعب مع طرابزون سبور لكرة السلة في الدوري التركي في سنة 2016.

## روابط خارجية
- كيني كادجي على موقع الاتحاد الدولي لكرة السلة (الإنجليزية)
- كيني كادجي على موقع سبورتس رفرنس (الإنجليزية)
- كيني كادجي على موقع الدوري الإسباني لكرة السلة (الإسبانية)
- كيني كادجي على موقع كرة السلة الأوروبية.كوم (الإنجليزية)
- كيني كادجي على موقع إي إس بي إن.كوم (الإنجليزية)
- كيني كادجي على موقع كلية كرة السلة في سبورتس رفرنس.كوم (الإنجليزية)
- كيني كادجي على موقع ريلجم (الإنجليزية)
- كيني كادجي على موقع بروبوليرز (الإنجليزية)
- كيني كادجي على موقع سبورتس رفرنس (الإنجليزية)
- كيني كادجي على موقع سبورتس رفرنس (الإنجليزية)